# Pombal (Praça dos Três Poderes)

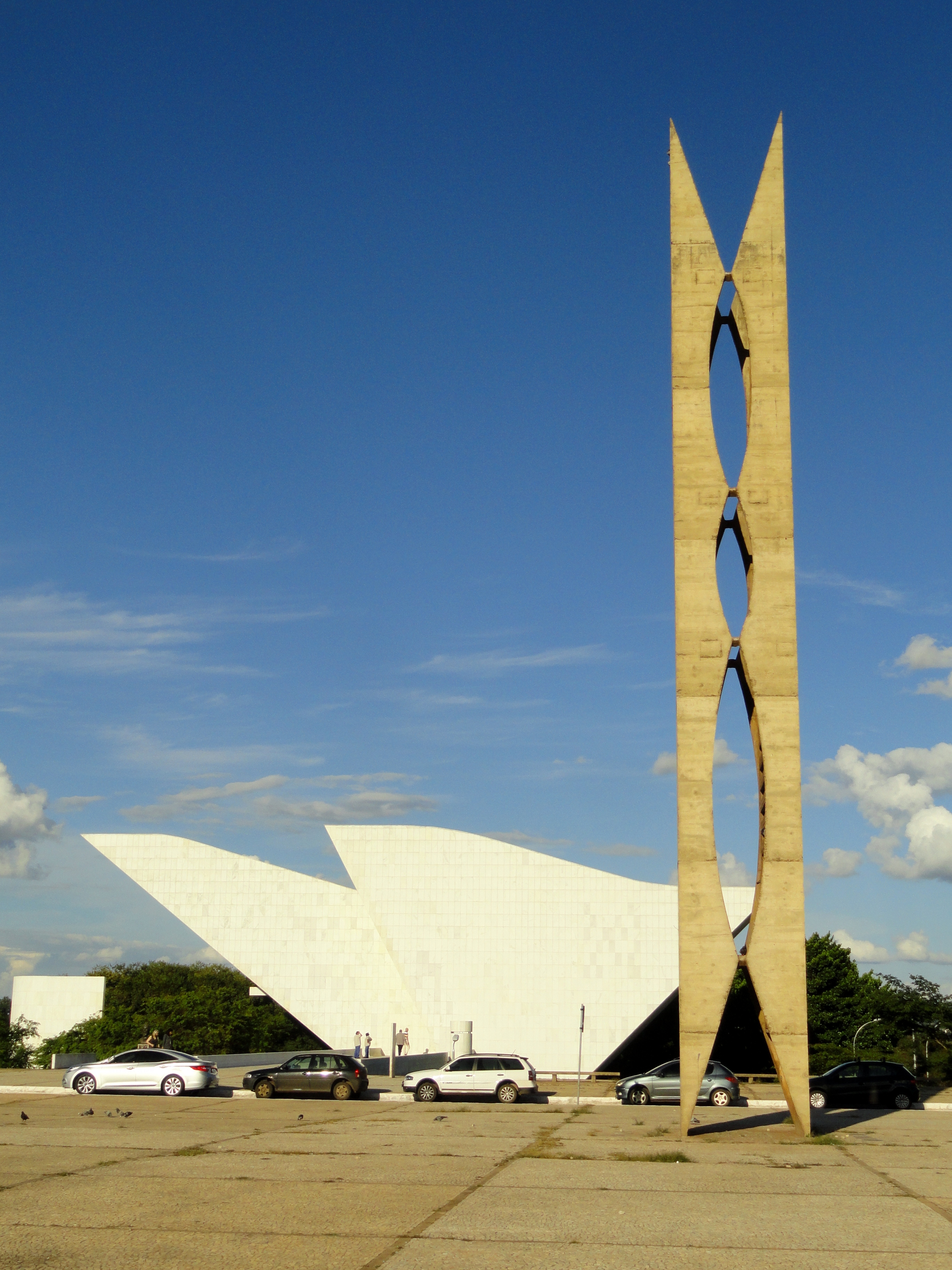
O Pombal, de Oscar Niemeyer, com o Panteão da Pátria e da Liberdade ao fundo.

O Pombal é um monumento localizado na Praça dos Três Poderes, em Brasília, Distrito Federal. Devido ao seu formato, é chamado de "prendedor de roupa" pela população local.
O projeto do Pombal foi feito por Oscar Niemeyer a pedido da então primeira-dama Eloá Quadros. Foi o único monumento construído na cidade durante o mandato de Jânio Quadros e a primeira adição à praça desde a sua inauguração em 1960.

## História

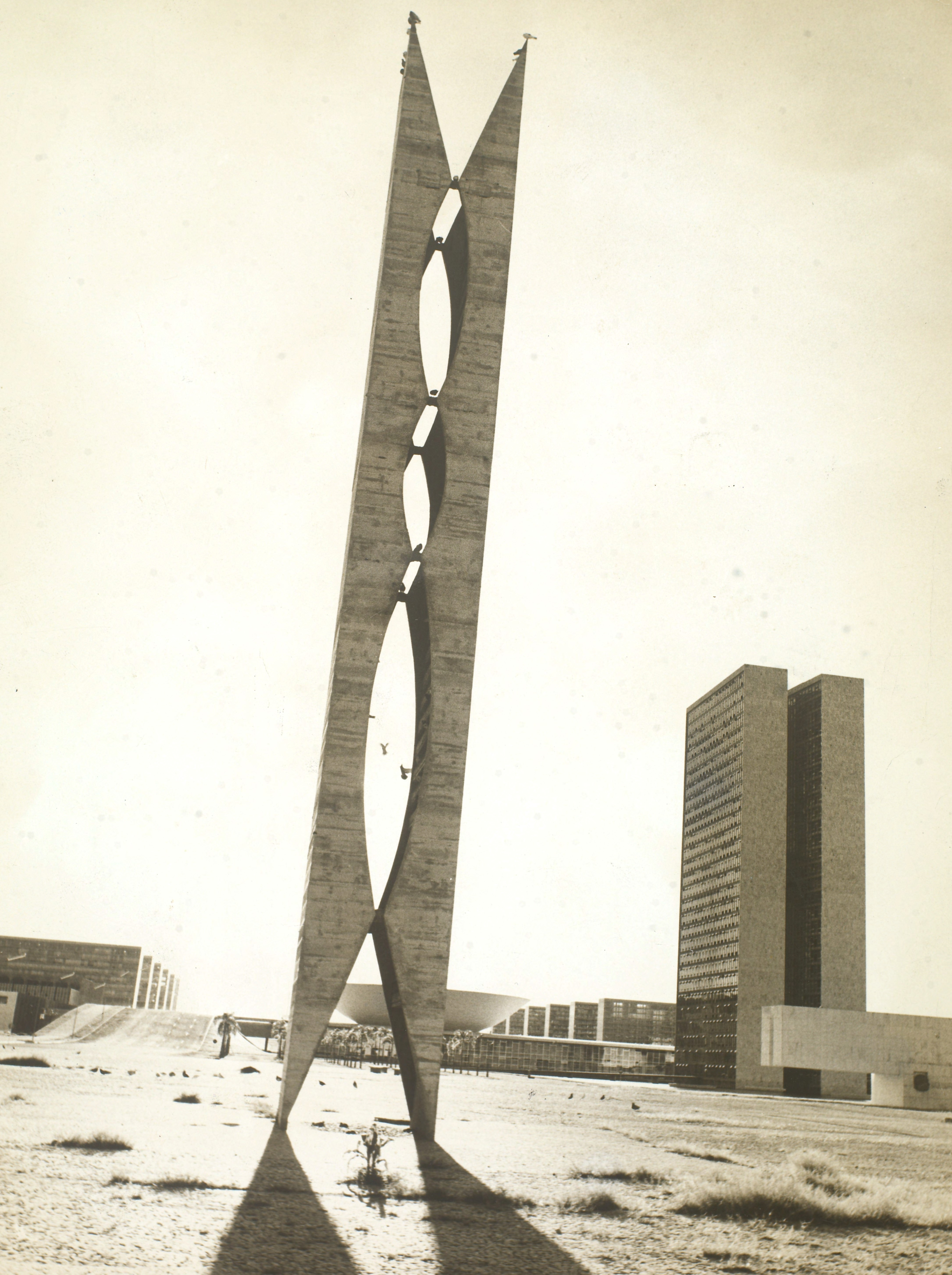
O monumento nos anos 1960, com o Palácio do Congresso Nacional ao fundo.

O Pombal foi inaugurado em 1961, durante o governo de Jânio Quadros, o primeiro presidente a assumir o mandato em Brasília. Segundo fontes históricas, esta obra foi uma encomenda da primeira-dama de Jânio, Eloá Quadros, justificando-se que todas as praças deveriam possuir pombos, inspirada pela presença deles em praças famosas como a Praça de São Pedro, no Vaticano.
O Pombal tornou-se a primeira escultura erguida após a inauguração da Praça dos Três Poderes, em 1960, e também foi o único monumento feito em Brasília pelo presidente Jânio, que afirmava não gostar da cidade.

## Características
O projeto foi concebido por Oscar Niemeyer a contragosto, pois o arquiteto não queria mais elementos na praça, que propositalmente é seca para apreciação dos prédios monumentais do entorno. Entretanto, ele acatou o pedido da primeira-dama.
O Pombal possui cerca de 25 metros de altura e representa dois pombais virados para dentro. Vistos de fora, são dois blocos limpos de concreto, mas os dois volumes tem três reentrâncias curvas para permitir a entrada dos pombos. Niemeyer se inspirou nas brechas e locas das formações rochosas para o desenho, locais onde os pombos procuram fazer seus ninhos. O espaço funciona bem para os animais, tendo seu interior com variações de luz e sombra, abrigado das intempéries.

### Proliferação dos pombos
O monumento cumpriu seu propósito, ajudando os pombos a se proliferarem na praça e no seu entorno. As aves usam o local até hoje, fazendo ninhos também nos outros prédios ao redor depois de superlotação do pombal. A proliferação dos animais se tornou um problema para a cidade, mas o Pombal, como boa parte das obras de Oscar Niemeyer, é uma obra tombada pelo Instituto do Patrimônio Histórico e Artístico Nacional (IPHAN), e portanto, não pode ser retirada ou derrubada do local.